# Spokane and Inland Empire Railroad
Le Spokane and Inland Empire Railroad (sigle : S&IE) était un chemin de fer américain de classe I. Il exploitait un réseau interurbain électrifié situé dans la ville de Spokane, Washington, et qui s'étendait vers le nord et le centre de l'Idaho. Le réseau fut formé à partir de plusieurs lignes dont les origines remontaient à 1890. Il fut racheté en 1929 par le Great Northern Railway, qui finit par fusionner avec d'autres grandes compagnies pour constituer le Burlington Northern Railroad en 1970.

## Histoire
Un des plus anciens composants du Spokane & Inland Empire Railroad était le Spokane and Montrose Street Railway, un réseau à voie étroite qui fut le premier de Spokane à recevoir un tramway motorisé. Francis H. Cook (1851–1920), propriétaire du Spokane & Montrose Street Railway, rencontra de graves difficultés financières à la suite de la Panique de 1893, et fut contraint de vendre cette compagnie en 1902 à un groupe d'homme d'affaires de Spokane conduit par Jay P. Graves (1859–1948). Auparavant, Graves et ses associés avaient racheté les avoirs fonciers de Cook qui venaient d'être saisis dans la région de Spokane.
Graves et ses associés réorganisèrent le Spokane and Montrose Street Railway en Spokane Traction Company le 1er février 1903, et la voie fut mise à l'écartement standard. Les lignes furent prolongées vers plusieurs quartiers de Spokane incluant Corbin Park, Hillyard et Lincoln Heights. Initialement, l'électricité de la ligne était fournie par la Washington Water Power Company qui exploitait également des tramways. Mais en 1909, Graves fit construire un barrage hydroélectrique sur la rivière Spokane à Nine Mile Falls, Washington. Ce dernier allait fournir de l'électricité non seulement au Spokane Traction et au Spokane and Inland Empire, mais aussi à d'autres clients locaux.
Durant cette même période un bûcheron de l'Idaho Frederick A. Blackwell (1852–1922) créa le Coeur d’Alene and Spokane Railway. À partir de 1903, il fonctionnait de concert avec les lignes de Graves, formant une route entre Spokane et Coeur d'Alene dans le nord de l'Idaho. À Coeur d’Alene, le train permettait une correspondance avec les bateaux à vapeur de la compagnie Red Collar Line naviguant sur le lac Coeur d'Alene. Ensemble, Graves and Blackwell développèrent des propriétés le long de cette ligne. Pour augmenter la fréquentation durant les congés ou la période estivale, l'historienne Laura Arksey rapporta que « Graves et Blackwell aménagèrent des plages et des parcs d'attractions sur les lacs de Coeur d’Alene, Hayden, et Liberty. »[réf. souhaitée]
Blackwell et Graves, avec James J. Hill du Great Northern Railway, poussèrent les lignes de l'interurbain vers le Comté de Whitman au sud, avec un embranchement vers Colfax, Washington, et un autre vers Moscow, Idaho. Cette extension fut exploitée sous le nom de Spokane and Inland Empire Railroad, une compagnie détenue par Graves. Durant des années ces lignes eurent un important trafic voyageurs et marchandises.
En 1908, le Spokane Traction fut vendu au Spokane and Inland Empire, mais poursuivit son exploitation en toute indépendante. Hill racheta le Spokane and Inland Empire en 1909, conservant Graves comme président local.
Le Spokane Traction et les lignes concurrentes de voyageurs exploitées par la compagnie Washington Water Power fusionnèrent en 1922 pour former le Spokane United Railways. Cette compagnie commença une lente conversion vers un service d'autobus, mettant un terme à la traction électrique en 1936.
Le Spokane and Inland Empire réduisit progressivement le service voyageur et sa traction électrique. Le dernier train électrifié circula vers  Moscow en avril 1939, et celui vers Coeur d'Alene en juillet 1940. Selon le Spokesman-Review, journal de Spokane, le Spokane and Inland Empire fut intégré au Great Northern Railway en 1929.
À propos de l'histoire du Spokane and Inland Empire, l'auteur Clive Carter affirme que malgré l'instabilité financière des lignes interurbaines et du coût de leurs exploitations, le rachat de ces lignes était garanti grâce à l'important trafic qu'elles apportaient au réseau du Great Northern. Cela poussa Hill à racheter ces lignes en 1909. À la suite de la fusion de 1970 entre le Great Northern Railway, le Northern Pacific Railway, le Chicago, Burlington and Quincy Railroad, et le Spokane, Portland and Seattle Railway qui donna naissance au Burlington Northern Railroad, le vieux réseau interurbain n'était plus profitable et / ou redondant, car nombre de ses lignes étaient parallèles à celles de l'ancien Northern Pacific Railway. Le réseau du Spokane and Inland Empire fut pratiquement entièrement détruit entre 1970 et 1985.